# Nim Chimpsky
Nim Chimpsky, nebo též Neam Chimpsky či zkráceně Nim (19. listopadu 1973 – 10. března 2000), byl šimpanz, který byl předmětem studií na Kolumbijské univerzitě za účelem zjištění, zda jsou zvířata schopná naučit se prvky lidského jazyka. Projekt vedl Herb Terrace. Ve věku dvou týdnů byl dán do rodiny Stephanie LaFarge, jejího manžela a tří dětí. Účelem bylo, aby byl Nim vychováván v lidském prostředí, a to ve všech směrech. LaFarge byla Terracovou bývalou studentkou. Experiment byl ukončen poté, co šimpanz v roce 1977 napadl jednoho z lidí, kteří se o něj starali. V roce 1979 byly zveřejněny výsledky. Přestože se Nim naučil celkem 128 samostatných znaků, byl celý pokus prohlášen za selhání. Terrace dospěl k závěru, že šimpanz pouze napodobuje své učitele a ve skutečnosti jazyk neovládá. Pojmenován byl podle filozofa Noama Chomského. Chomsky byl jedním z lidí, kteří tvrdili, že jazyk je výhradně lidská záležitost, což se tento experiment snažil vyvrátit. Nim uhynul ve věku 26 let na infarkt myokardu. Britský režisér James Marsh o něm v roce 2011 natočil dokumentární film Project Nim.